# 2008 en hockey sur glace
Cette page présente les éléments de hockey sur glace de l'année 2008, que ce soit d'un point de vue rencontres internationales ou championnats nationaux. Les grandes dates des différentes compétitions sont données ainsi que les décès de personnalités du hockey mondiale.

## Amérique du Nord

### Ligue nationale de hockey

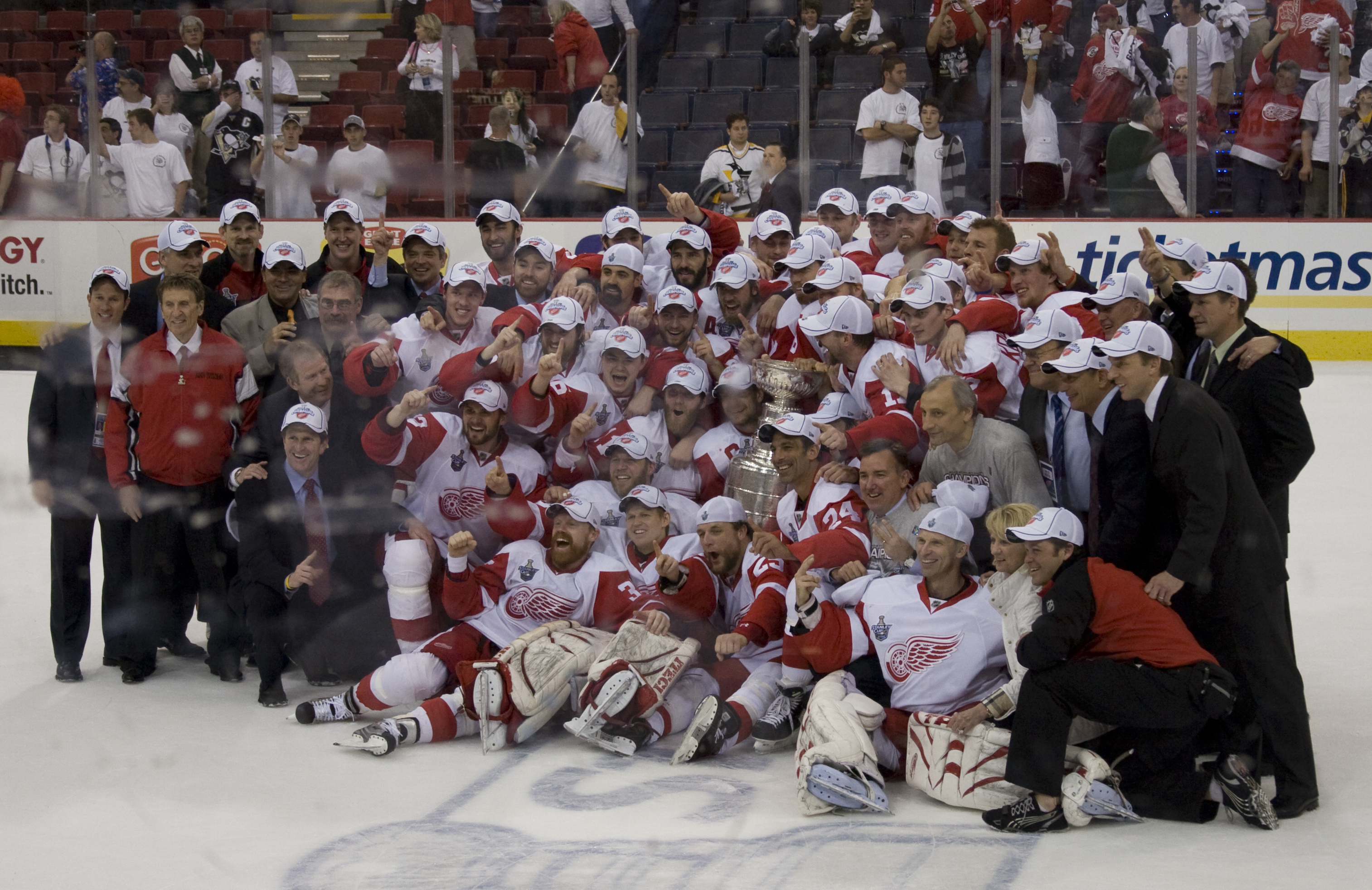
L'équipe des Red Wings de Détroit, vainqueur de la Coupe Stanley.

- La LNH décide de mettre en place un match en extérieur, la Classique hivernale. La date du 1er janvier est retenue pour une rencontre entre les Penguins de Pittsburgh et les Sabres de Buffalo sur le terrain des Bills, franchise de football américain de la National Football League le Ralph Wilson Stadium. Finalement, les Penguins s'imposent à la suite des tirs de fusillade 2 buts à 1[1].
- Le 56eMatch des étoiles a lieu le week-end du 26 au 27 janvier sur la patinoire des Thrashers d'Atlanta, le Philips Arena[2].
- Le 11 février, Richard Zedník des Panthers de la Floride est amené d'urgence à l'hôpital de Buffalo après avoir un reçu un coup de patin à la gorge par son coéquipier, Olli Jokinen. Cet incident rappelle celui survenu près de 20 ans auparavant dans la même ville lorsque le gardien de but Clint Malarchuk eut son artère carotide externe coupée accidentellement par le patin de Steve Tuttle des Blues de Saint-Louis le 22 mars 1989[3]
- Les séries éliminatoires de la coupe Stanley débutent le 9 avril.
  - Le 18 mai, en conférence Est, les Penguins de Pittsburgh deviennent champions en disposant des Flyers de Philadelphie 4 matchs à 1[4].
  - Le 19 mai, les Red Wings de Détroit sont champion de la conférence Ouest et éliminent les Stars de Dallas au 6e match[5].
  - Le 4 juin, les Red Wings de Détroit remportent la Coupe Stanley contre les Penguins de Pittsburgh en 6 matchs[6].

### Ligue américaine de hockey
- Le 21e Match des étoiles a eu lieu le 28 janvier au Broome County Veterans Memorial Arena à Binghamton dans l'État de New York aux États-Unis. L'équipe du Canada a battu l'équipe associée des américains et du reste du monde sur le score de 9 buts à 8 après les tirs de fusillade[7].
- Les Wolves de Chicago remportent leur 2e Coupe Calder en sept ans.

### Ligue canadienne de hockey
- Le 9 mai : l'Olympiques de Gatineau remporte la Coupe du président en battant en cinq rencontres les Huskies de Rouyn-Noranda.

- Le 12 mai : les Rangers de Kitchener remportent la coupe J.-Ross-Robertson en battant en sept rencontres les Bulls de Belleville.

- Le 7 mai : les Chiefs de Spokane remportent la Coupe Ed Chynoweth en battant en quatre rencontres les Hurricanes de Lethbridge.

- Le 25 mai : les Chiefs de Spokane remportent la Coupe Memorial face aux Rangers de Kitchener, équipe hôte du tournoi, par la marque de 4-1.

### Ligue canadienne de hockey féminin
- Le Thunder de Brampton remporte la saison inaugurale de la LCHF

## Europe

### Compétitions internationales
- Coupe d'Europe des clubs champions - 10 au 13 janvier avec les clubs suivants : Metallourg Magnitogorsk (Russie), HC Slovan Bratislava (Slovaquie), MODO hockey (Suède), Kärpät Oulu (Finlande), HC Davos (Suisse) et le HC Sparta Prague (République tchèque)[8]. En finale, le Metallourg Magnitogorsk devient champion d'Europe grâce à une victoire 5 à 2 face au Sparta Prague.

- Coupe continentale - Ak Bars Kazan, club russe de hockey a remporté cette nouvelle édition de la Coupe Continentale en battant successivement les équipes Kazzinc-Torpedo Oust-Kamenogorsk (Kazakhstan), AaB Ishockey (Danemark) et enfin l'équipe locale du HK Rīga (Lettonie). Les scores étant pour le club de russe de 2-1, 4-1 et enfin 6-2. Ak Bars Kazan devient donc le champion pour l'édition 2007-2008[9].

### Compétitions nationales

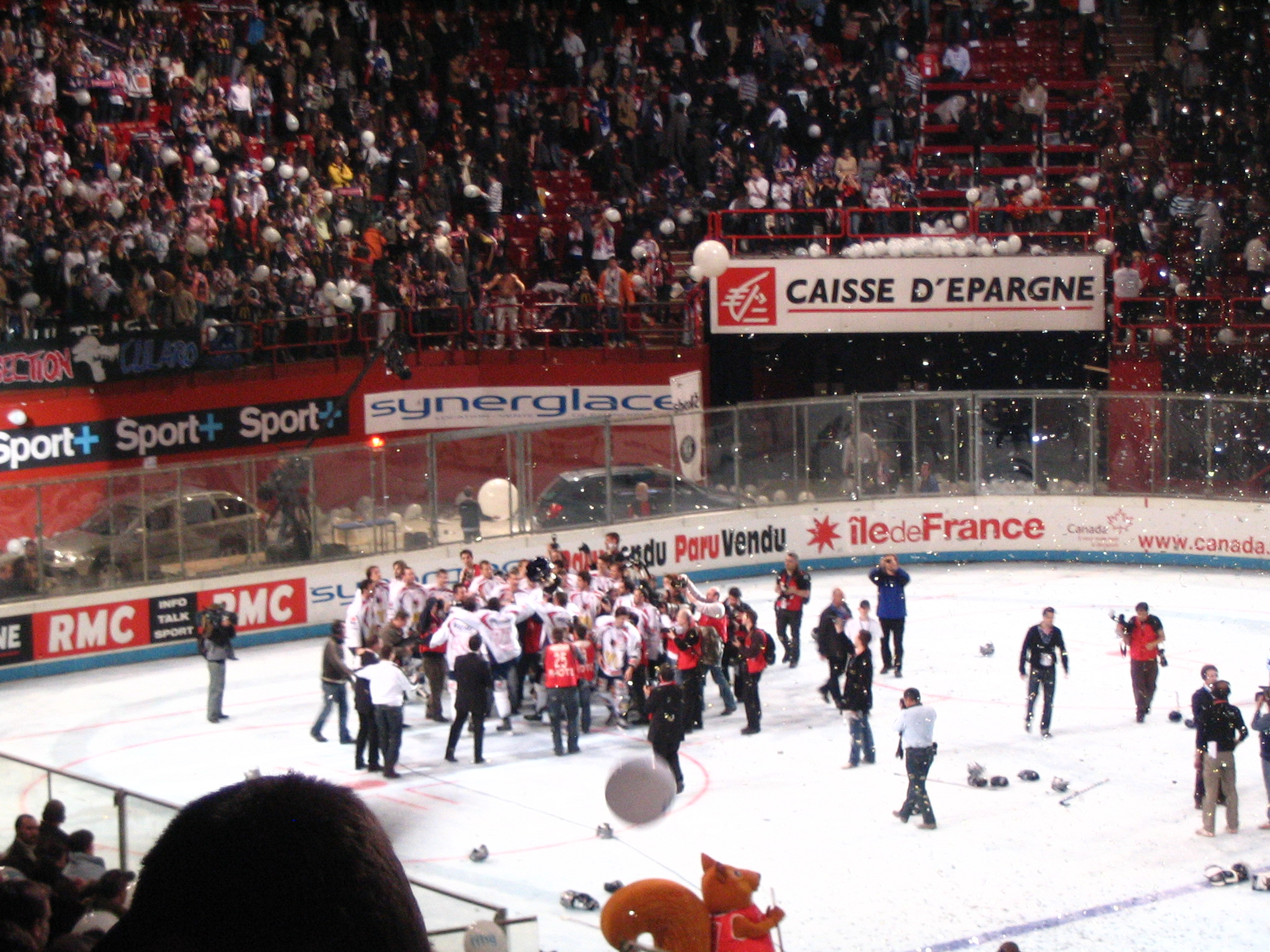
Finale de la Coupe de France et victoire des Brûleurs de Loup de Grenoble.

#### France
- Ligue Magnus : la saison régulière s'est joué entre le 11 septembre 2007 et le 26 février 2008. Après 26 matchs, ce sont les Dragons de Rouen qui ont fini en tête de la saison régulière[10]. Les dragons survolent les play-offs[11] en éliminant tous leurs adversaires en 3 matchs secs et remportent leur neuvième titre de champion de France.

- Division 1 : Neuilly-sur-Marne, remporte le titre de champion de France Division 1, grâce à un but de Garett Larson en prolongation du match retour de la finale, contre Gap[12]. Neuilly est promu en Ligue Magnus.
- Division 2 : Nice remporte le titre de champion de France Division 2 en battant en finale Lyon (4-4 et 5-4). Nice est promu en Division 1
- Division 3 : la réserve de Rouen remporte le titre de champion de France Division 3 en terminant premier du Carré final devant Évry, les Français Volants et la réserve de Strasbourg. Rouen et Évry sont promus en Division 2.
- Féminin Élite : Cergy remporte son seizième titre de champion de France Féminin Élite, son neuvième consécutif.
- Coupe de France - victoire en finale des Brûleurs de Loup de Grenoble sur les Dragons de Rouen à la suite des tirs de fusillade 3-2. À la fin du temps règlementaire, le score était de 2 buts partout et il faut attendre les septièmes tireurs pour voir Eddy Ferhi stopper la dernière tentative rouennaise et donner la victoire à son équipe[13].
- Coupe de la Ligue - cette seconde édition de la compétition se joue entre le 18 septembre 2007 et le 2 janvier. Seize équipes, quatorze de Ligue Magnus et deux de Division 1, ont participé à la compétition qui s'est déroulée en matchs aller-retour sanctionnés d'élimination directe. La finale s'est déroulée en un match sec et a été remportée par Rouen face à Briançon 4-3 après prolongation[14].
- Création du Temple de la renommée du hockey français à l'occasion du centenaire du Championnat de France[15]. Louis Magnus, Jacques Lacarrière, Pete Laliberté, Jean Ferrand et Philippe Bozon font partie de cette première promotion ainsi que le club de Chamonix pour ses 30 titres de champion de France.
- Le 6 septembre, les Brûleurs de loups de Grenoble ont remporté la 2e édition du Match des Champions en battant les Dragons de Rouen sur le score de 3-1 (1-1, 0-0, 2-0)[16].

#### Allemagne
- Deutsche Eishockey-Liga : les Eisbären de Berlin sont redevenus champions d'Allemagne en battant une troisième fois Cologne en finale de la DEL[17].

#### Autriche
- Erste Bank Eishockey Liga : le championnat d'Autriche intègre cette saison un second club slovène en plus de l'Acroni Jesenice, le HDD ZM Olimpija ainsi que le club hongrois d'Alba Volán Székesfehérvár. L'EC Red Bull Salzbourg défend son titre face aux neuf autres équipes engagées[18] Les Vienna Capitals remportent la saison régulière mais s'inclinent lourdement en demi-finale face au club de Salzbourg. Si les clubs slovènes ont connu des hauts[19] et des bas[20], le club de Ljubljana revient en grande forme pour les playoffs et rejoint le Red Bull Salzbourg en finale. Le Red Bull conserve son titre en s'imposant 4 victoires à 2[21].

#### Espagne
- Superliga Española

#### Italie
- Le 12 juin, les Vipers de Milan annoncent qu'ils cessent toute activité, après la décision du président Alvise di Canossa, d'arrêter de financer le club. Les équipes de jeunes seront reprises par le nouveau club du Hockey Milano Rossoblu[22].

#### Suède
- Elitserien : après avoir fini largement en tête de la saison régulière, HV 71 remporte le titre face au Linköpings HC. C'est la seconde finale de suite perdue par l'équipe de Linköping.

#### Suisse
- Ligue nationale A : les ZSC Lions remportent leur sixième titre de champion de Suisse au sixième match de la finale, en éliminant le Genève-Servette Hockey Club aux tirs au but.

#### République tchèque
- Extraliga : la saison régulière a commencé le 12 septembre 2007 par un match entre le Slavia Prague et HC České Budějovice alors que quelques jours plus tôt, Martin Čech est mort au volant de sa voiture[23]. Le 21 février, les équipes jouent leur dernier match de la saison et České Budějovice finit à la première place du classement avec une victoire à l'extérieur lors de la dernière journée[24]. Les play-offs se jouent du 24 février au 16 avril[25].

- Jaromír Jágr remporte sa neuvième Crosse d'Or, la quatrième consécutive[26].

#### Russie
- Le Salavat Youlaev Oufa remporte son premier titre national, en gagnant le 5e et ultime match de la finale, par 4 à 1, contre le Lokomotiv Iaroslavl[27].
- Le 2 septembre 2008, La KHL, nouvelle compétition en Eurasie, lance la saison 2009.

## International

### Championnat du monde junior
- du 26 décembre au 5 janvier en République tchèque (Pardubice et Liberec) pour la poule élite[28]. À l'issue de la poule de relégation, la Suisse et le Danemark seront relégués pour l'édition suivante en division I. La finale oppose les Canadiens aux Suédois, équipes ayant fini aux deux premières places du groupe A au premier tour. Finalement, c'est le Canada, second au premier tour, qui s'impose sur la Suède 4 buts à 3 avec un but inscrit durant la prolongation par Matthew Halischuk[29].

### Championnat du monde
- 1er au 18 mai au Canada (Québec et Halifax) pour la poule élite[30]. L'équipe de Russie remporte la finale la confrontant au club hôte, les Canadiens. La partie, remportée 5-4 en prolongation, fut disputée devant une salle comble au Colisée Pepsi dans la ville de Québec[31]. La Finlande complète le podium en battant la Suède 4 à 0 (2-0, 0-0, 2-0).

### Championnat du monde féminin
- La compétition a lieu du 4 au 13 avril en Chine pour la division élite[32].
- Entre le 7 et le 12 janvier, le premier tournoi international junior féminin a eu lieu au Canada[33]. Huit nations participent à cette première édition junior et finalement ce sont les Américaines qui ont remporté la première édition de ce championnat junior en battant les Canadiennes 5 à 2[34].

### Centenaire de laFédération internationale
Dans le cadre des célébrations, l'IIHF annonce sa ligne All-star du centenaire. Les nommés sont :
- Gardien : Vladislav Tretiak (Russie) ;
- Défenseurs : Viatcheslav Fetissov (Russie) et Borje Salming (Suède) ;
- Ailiers : Valeri Kharlamov (Russie) et Sergueï Makarov (Russie) ;
- Centre : Wayne Gretzky (Canada).

### Coupe Victoria
- Le 1er octobre, la première coupe Victoria fut remise au vainqueur du match entre le  Metallourg Magnitogorsk et les Rangers de New York, match disputé à la PostFinance Arena à Berne. Les Rangers, menés 3-0 à près de 40 minutes de jeu, remportent finalement le match 4-3 en effectuant une fantastique remontée[36].

## Autres Évènements

### Fin de carrière
- Le 9 juin, Dominik Hašek annonce sa retraite à 43 ans, sur une dernière coupe Stanley[37]. En seize saisons dans la LNH, Hašek a remporté six trophées Vézina remis au meilleur gardien, deux trophées Harts du meilleur joueur selon les journalistes (en 1997 et en 1998), deux Coupes Stanley (2002 et 2008) ainsi que le trophée Lester-B.-Pearson, titre du meilleur joueur selon ses pairs (en 1997). Il remporte également un titre de champion olympique avec l'équipe tchèque en 1998[38].

### Décès

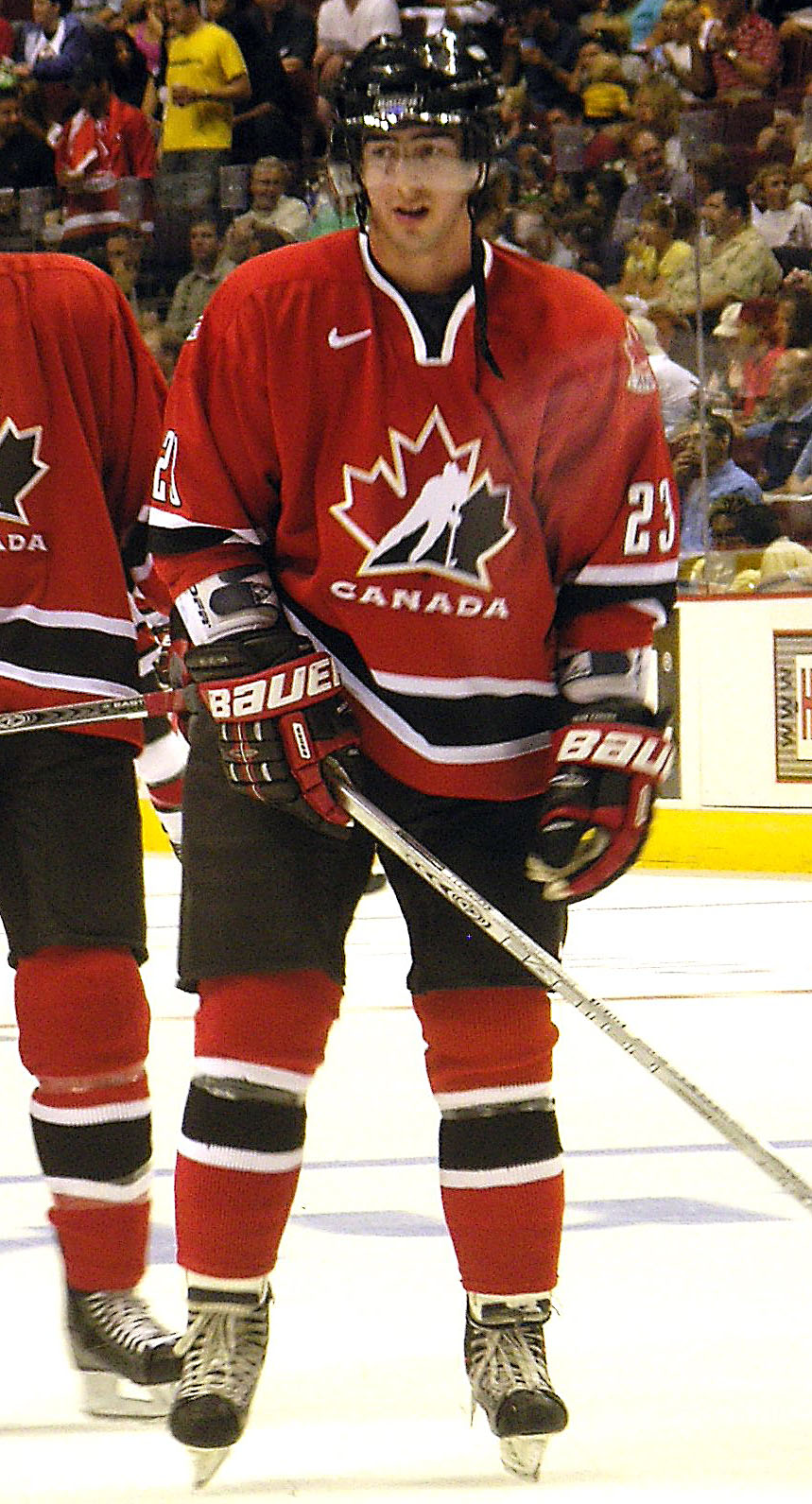
Luc Bourdon mort le 29 mai 2008 à l'âge de 21 ans.

- Le 1er janvier, Oleg Tolmatchiov joueur et entraîneur soviétique meurt. Au cours de sa carrière, il a remporté le titre de champion de son pays avec le HK Dinamo Moscou en 1947 et 1954. Mettant fin à sa carrière de joueur en 1956, il passe derrière le banc de l'équipe et y reste jusqu'en 1962[39].

- Le 5 janvier, le joueur et arbitre de hockey d'Amérique du Nord, John Ashley meurt en raison de problèmes de cœur[40]. Il a joué au cours de sa courte carrière professionnelle dans la Ligue américaine de hockey avec les Hornets de Pittsburgh et les Warriors de Syracuse. Entre 1959 et 1972, il va arbitrer plus de 600 matchs de la LNH de la saison régulière ainsi qu'une soixantaine pour les séries. Après avoir arrêté sa carrière, il ne quitte pas pour autant la LNH et le monde du hockey, patrouillant le pays pour trouver des futurs arbitres[41]. Il est admis en 1981 au temple de la renommée du hockey pour sa carrière d'arbitre.

- Le 18 février, Mickey Renaud, capitaine de l'équipe junior des Spitfires de Windsor de la Ligue de hockey de l'Ontario meurt de causes inconnues non déterminées par l'autopsie[42]. Il était alors âgé de 19 ans et jouait depuis trois ans au sein de la franchise et avait été choisi par les Flames de Calgary de la Ligue nationale de hockey lors du cinquième tour du repêchage d'entrée de 2007, le 143e joueur choisi[43],[44]. À la suite de ce décès, l'équipe décide de retirer le numéro 18 de Renaud et de faire porter un patch avec son numéro sur les maillots jusqu'à la fin de la saison[45].

- Le 6 mars, Stanislav Konopásek, joueur international tchécoslovaque, meurt à l'âge de 84 ans. Il remporte le titre de champion du monde en 1947 et 1949. Il remporte aussi la médaille d'argent lors du tournoi olympique de 1948 et a gagné à 10 reprises le championnat de Tchécoslovaquie avec le LTC Prague. Il a également remporté 7 fois la Coupe Spengler[46].

- Le 15 mars, Ken Reardon, joueur des Canadiens de Montréal, meurt à 86 ans. Il joue que sept saisons au hockey professionnel avec le Canadien dans la LNH mais c'est suffisant pour qu'il remporte à deux reprises la Coupe Stanley. À la suite de sa carrière, il demeure dans l'organisation du Canadien et est intronisé au temple de la renommée en 1966[47]

- Le 30 mai, Luc Bourdon, jeune défenseur des Canucks de Vancouver de la LNH meurt à 21 ans d'un accident de moto. Il avait remporté la médaille d'or lors des championnats du monde junior 2006 et 2007 avec le Canada et avait été choisi lors du premier tour du repêchage de 2005[48].

- Le 24 juin, Viktor Kouzkine, ancien défenseur du HK CSKA Moscou meurt dans un accident de plongée sous-marine dans la Mer Noire. Il avait 67 ans[49].

- Le 12 juillet, Rob Guinn joueur professionnel de ligues mineures meurt à l'âge de 32 ans à la suite d'un accident d'automobile en Iowa aux États-Unis[50].

- Le 12 août, Gilles Bilodeau, joueur ayant évolué avec les Nordiques de Québec lorsque ces derniers rejoignirent la LNH.

- Le 17 septembre, Domagoj Kapec, joueur croate du KHL Zagreb, meurt à l'hôpital à l'âge de 19 ans. Il avait été victime d'un accident de voiture le dimanche 14 septembre. Il avait porté les couleurs de la Croatie aux championnats du monde junior et moins de 18 ans[51].

- Le 25 septembre, Aleksandr Iakovlev meurt dans un accident de voiture. Né le 11 septembre 1983, ce défenseur russe évoluait au Toros Neftekamsk.

- Le 13 octobre, Alekseï Tcherepanov meurt à la suite d'un arrêt cardiaque au cours d'un match opposant son équipe de l'Avangard Omsk au Vitiaz Tchekhov. Il avait 19 ans.

- Le 2 novembre, Jim Koleff meurt d'un cancer à l'âge de 54 ans. Repêché par les Blackhawks de Chicago, il avait notamment évolué puis entraîné en Suisse au HC Lugano[52].